# Moulay Hassanstadion
Het Moulay Hassanstadion is een multifunctioneel stadion in Rabat, een stad in Marokko. Het stadion is de thuisbasis van FUS de Rabat sinds 2012. 
Sinds 2024 vinden er grootschalige verbouwingen plaats waarbij het stadion volledig opnieuw opgebouwd wordt. Het maakt dan onderdeel uit van een groter sportcomplex met daarin ook kantoren, een olympisch zwembad en een overdekte sporthal. Het voetbalveld heeft ongeveer een capaciteit van 22.000 toeschouwers.
In december 2025 zal dit stadion worden gebruikt tijdens het Afrikaans kampioenschap voetbal, dat in Marokko wordt gehouden. In het stadion zullen dan drie groepswedstrijden en een achtste finale worden gespeeld. In 2025 worden er hier ook wedstrijden op het wereldkampioenschap voetbal vrouwen onder 17 gespeeld. In 2022 waren er wedstrijden op het Afrikaans kampioenschap voetbal vrouwen 2022.